# JR巴士

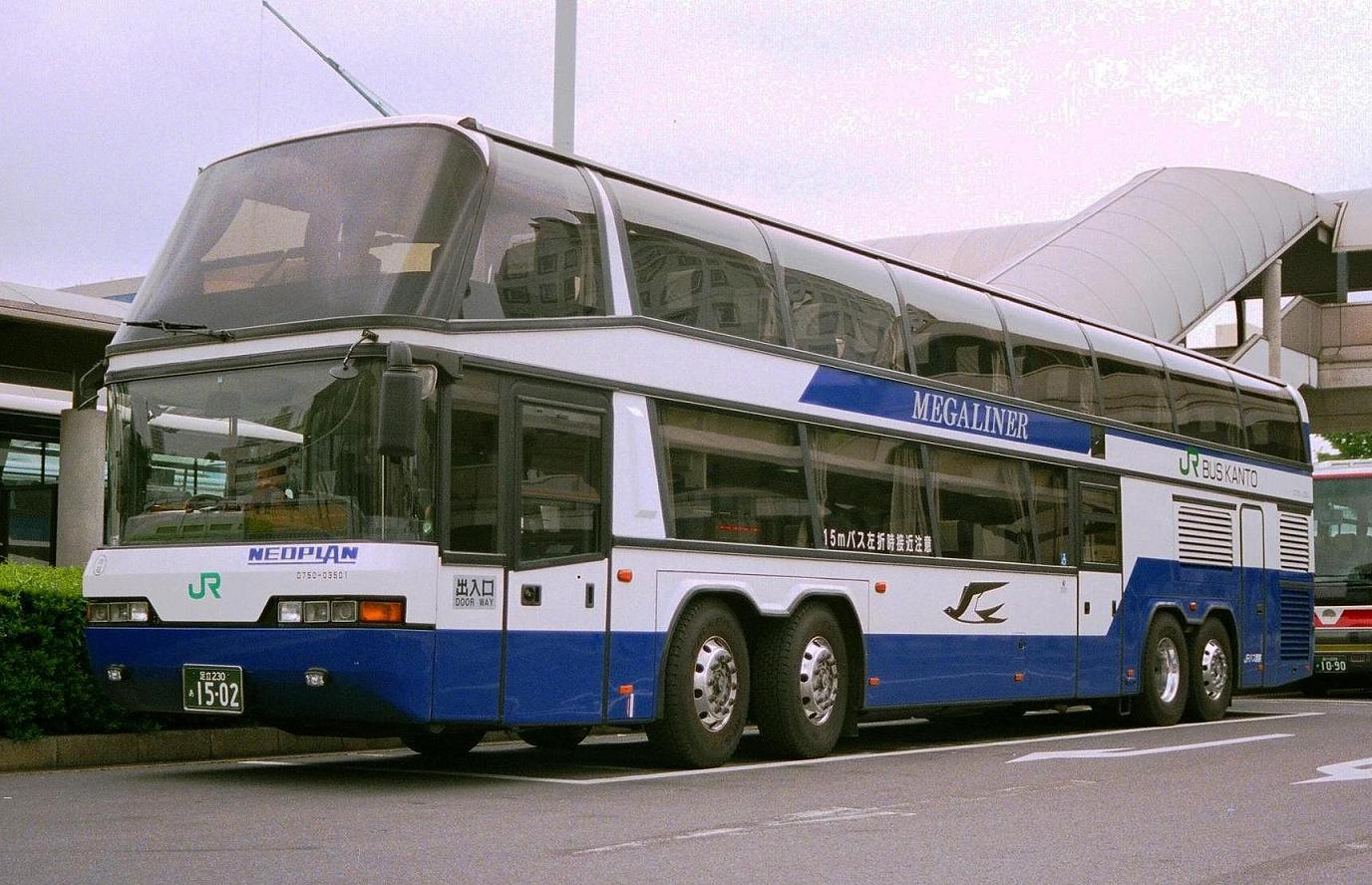
JR巴士關東的Megaliner大型巴士，車身為承襲自國鐵巴士時代的白底藍邊塗裝，並繪有燕子標誌

JR巴士（日语：JRバス），是日本6家JR鐵路公司旗下經營公路客運業務子公司的總稱，略稱JR-B，前身為日本國有鐵道旗下的國鐵巴士。

## 各JR巴士公司
| 巴士公司     | 成立日期                  | 營運地方           | 母公司   |
| ------------ | ------------------------- | ------------------ | -------- |
| JR北海道巴士 | 1999年（平成11年）11月1日 | 北海道地方         | JR北海道 |
| JR巴士東北   | 1988年（昭和63年）3月5日  | 東北地方           | JR東日本 |
| JR巴士關東   | 1988年（昭和63年）3月3日  | 關東地方           | JR東日本 |
| JR東海巴士   | 1988年（昭和63年）2月24日 | 東海地方           | JR東海   |
| 西日本JR巴士 | 1988年（昭和63年）3月1日  | 北陸地方、近畿地方 | JR西日本 |
| 中國JR巴士   | 1988年（昭和63年）3月2日  | 中國地方           | JR西日本 |
| JR四國巴士   | 2004年（平成16年）4月1日  | 四國地方           | JR四國   |
| JR九州巴士   | 2001年（平成13年）2月5日  | 九州地方           | JR九州   |